# Федерация настольного тенниса Красноярского края
Федерация настольного тенниса Красноярского края (сокр. ФНТ КК) — общественная организация, целями которой является развитие настольного тенниса в Красноярском крае, его пропаганда, организация и проведение спортивных мероприятий, а также подготовка спортсменов — членов спортивных сборных команд Красноярского края по настольному теннису, а также создание условий для развития настольного тенниса в Красноярском крае.

## История
Краевая федерация настольного тенниса как официальная государственная организация организована в мае 2011 года. Возглавил её спортивный судья всероссийской категории, бывший тренер сборных команд Красноярского края — Шутов Константин Константинович.
Федерация настольного тенниса Красноярского края каждые 4 года получает аккредитацию Федерации настольного тенниса России и государственную аккредитацию как официальная спортивная организация, осуществляющая деятельность в области настольного тенниса на территории края.
Начиная с 2012 года спортсмены сборных команд Красноярского края неоднократно становились призёрами и победителями первенств Сибирского федерального округа в личном и командном разряде. В 2014 году спортсмен из г. Зеленогорск Дмитрий Осипов стал абсолютным победителем первенства СФО.
В 2018 году произошло переизбрание председателя федерации, и на смену Шутову Константину Константиновичу пришёл Шулепин Василий Алексеевич.

## Руководство
Высшим руководящим органом федерации является Общее собрание членов, списочных состав которых по данным на февраль 2021 года 46 человек. Общее собрание членов избирает Правление, Председателя и Ревизионную комиссию.
Законодательным органом федерации является Правление, единоличным исполнительным органом является Председатель. Контроль за финансово — хозяйственной деятельностью Организации осуществляет Ревизионная комиссия.
В 2021 году создан саморегулирующийся орган «Тренерский совет», председателем которого является Главный тренер сборных команд Красноярского края по настольному теннису.

## Соревнования
Календарь соревнований по настольному теннису федерации состоит более, чем из 40 соревнований в год// Ежегодно проводятся Чемпионат и три Первенства Красноярского края.
|      | Мужчины                         | Женщины                         |
| Год  | Фамилия Имя                     | Фамилия Имя                     |
| ---- | ------------------------------- | ------------------------------- |
| 1953 | Идельсон Самуил                 | Каплан Ася                      |
| 1954 | Идельсон Самуил                 | Каплан Ася                      |
| 1955 | Идельсон Самуил                 | Сведений нет                    |
| 1956 | Розенберг Михаил                | Сведений нет                    |
| 1957 | Идельсон Самуил                 | Кулябко-Антонова Галина         |
| 1958 | Антонов Геннадий                | Кулябко-Антонова Галина         |
| 1959 | Антонов Геннадий                | Сведений нет                    |
| 1960 | Попков Валерий                  | Сведений нет                    |
| 1961 | Попков Валерий                  | Сведений нет                    |
| 1962 | Савушкин Николай                | Никулина Наталья                |
| 1963 | Монджакаладзе Виктор            | Тернова Тамара                  |
| 1964 | Персиц Альберт                  | Никулина Наталья                |
| 1965 | Запорожский Альберт             | Тернова Тамара                  |
| 1966 | Безруких Валерий                | Тернова Тамара                  |
| 1967 | Персиц Альберт                  | Тернова Тамара                  |
| 1968 | Персиц Альберт                  | Тернова Тамара                  |
| 1969 | Запорожский Альберт             | Тернова Тамара                  |
| 1970 | Дорошенко Сергей                | Тернова Тамара                  |
| 1971 | Краевой чемпионат не проводился | Краевой чемпионат не проводился |
| 1972 | Дорошенко Сергей                | Поршакова Галина                |
| 1973 | Дорошенко Сергей                | Боброва-Цукерман Наталья        |
| 1974 | Мотолыгин Анатолий              | Поршакова Галина                |
| 1975 | Лесков Евгений                  | Панова Лариса                   |
| 1976 | Дорошенко Сергей                | Панова Лариса                   |
| 1977 | Лобанов Сергей                  | Мячина Ирина                    |
| 1978 | Черкасов Владимир               | Панова Лариса                   |
| 1979 | Тихонов Виктор                  | Панова Лариса                   |
| 1980 | Иванов Александр                | Чиркова Наталья                 |
| 1981 | Дорошенко Сергей                | Панова-Фарина Лариса            |
| 1982 | Арсеньев Юрий                   | Петухова Ольга                  |
| 1983 | Дорошенко Сергей                | Петухова Ольга                  |
| 1984 | Дорошенко Сергей                | Петухова Ольга                  |
| 1985 | Головченко Александр            | Ошурко Наталья                  |
| 1986 | Арсеньев Юрий                   | Исмаилова Светлана              |
| 1987 | Дорошенко Сергей                | Сиротинина Лариса               |
| 1988 | Арсеньев Юрий                   | Максименко Наталья              |
| 1989 | Головченко Александр            | Лебедева Наталья                |
| 1990 | Дорошенко Сергей                | Шаповалова Татьяна              |
| 1991 | Дорошенко Сергей                | Фролова Дина                    |
| 1992 | Дорошеко Сергей                 | Моисеенко Юлия                  |
| 1993 | Арсеньев Юрий                   | Сведений нет                    |
| 1994 | Арсеньев Юрий                   | Сведений нет                    |
| 1995 | Дорошеко Сергей                 | Сведений нет                    |
| 1996 | Арсеньев Юрий                   | Сведений нет                    |
| 1997 | Матвиенко Александр             | Ермакова Ирина                  |
| 1998 | Матвиенко Александр             | Ермакова Ирина                  |
| 1999 | Матвиенко Александр             | Ермакова Ирина                  |
| 2000 | Матвиенко Александр             | Котляр-Моисеева Наталья         |
| 2001 | Арсеньев Юрий                   | Соловьёва Мария                 |
| 2002 | Арсеньев Юрий                   | Подвальная Ирина                |
| 2003 | Арсеньев Юрий                   | Нестеренко Наталья              |
| 2004 | Багиян Степан                   | Галятовская Елена               |
| 2005 | Анисимов Антон                  | Нестеренко Наталья              |
| 2006 | Багиян Степан                   | Жданова Дарья                   |
| 2007 | Багиян Степан                   | Лавринец Екатерина              |
| 2008 | Багиян Степан                   | Якубова Алёна                   |
| 2009 | Анисимов Антон                  | Казанцева Юлия                  |
| 2010 | Анисимов Антон                  | Андреева Анна                   |
| 2011 | Багиян Степан                   | Яблонская Оксана                |
| 2012 | Анисимов Антон                  | Яблонская Оксана                |
| 2013 | Постников Михаил                | Яблонская Оксана                |
| 2014 | Кротов Станислав                | Вычужанина Юлия                 |
| 2015 | Анисимов Антон                  | Шушарина Александра             |
| 2016 | Матвиенко Александр             | Волкова Юлия                    |
| 2017 | Анисимов Антон                  | Волкова Юлия                    |
| 2018 | Никитин Николай                 | Мозговая Валерия                |
| 2019 | Матвиенко Александр             | Мозговая Валерия                |
| 2020 | Самигуллин Сергей               | Макунина Яна                    |

Ежегодно проводится Открытый краевой турнир «Лиги Красноярского края». Он проводится в 4 тура, при этом количество людей, принимающих участие каждый этап, составляет около 300 человек.